# Microrégion de Porto Franco

Localisation de la microrégion de Porto Franco

La microrégion de Porto Franco est l'une des trois microrégions qui subdivisent le sud de l'État du Maranhão au Brésil.
Elle comporte 6 municipalités qui regroupaient 96 746 habitants en 2006 pour une superficie totale de 14 227 km2.

## Municipalités[1]
- Campestre do Maranhão
- Carolina
- Estreito
- Porto Franco
- São João do Paraíso
- São Pedro dos Crentes